# Zandpanterspin
De zandpanterspin (Alopecosa cursor) is een spinnensoort uit de familie van de wolfspinnen (Lycosidae).
De wetenschappelijke naam van de soort werd in 1831 gepubliceerd door Carl Wilhelm Hahn. De spin komt voor in Europa.